# Anoubieion (Saqqarah)
Pour les articles homonymes, voir Temple d'Anubis.
L'Anoubieion de Saqqarah (du grec Ἀνουβιεῖον, en égyptien ancien Per-Inpou « Maison d'Anubis ») est un temple de l'Égypte antique consacré au dieu chacal Anubis, aujourd'hui arasé, situé à l'est de la pyramide de Téti dans la nécropole de Saqqarah et édifié à l'extrémité orientale du dromos (un chemin sacré de plus d'un kilomètre de long) conduisant au Sérapéum, un sanctuaire dédié du dieu taurin Apis.

## Enceinte sacrée
L'Anoubieion est un temple de la région memphite à Saqqarah situé à l'est de la pyramide de Téti et immédiatement au nord du Bubasteion de Saqqarah. Étant situé à l'extrémité orientale du dromos conduisant au Sérapéum de Saqqarah, l'Anoubieion a été, par le passé , considéré comme faisant partie intégrante de cet espace sacré, notamment par Auguste Mariette. Cet espace, ceint par un enclos, était en fait dédié à Inpou Tepydjouef, c'est-à-dire « Anubis qui est sur sa/la montagne ». L'association entre l'Anoubieion et le Sérapéum indique que le clergé d'Anubis avait un rapport avec les funérailles des taureaux Apis et/ou le pèlerinage menant au Sérapéum, les textes biographiques du Sérapémum mentionnant régulièrement la Ouâbet (atelier d'embaumement de Memphis) auprès d'« Anubis l'embaumeur ».
L'enceinte s'est développée au-dessus des anciennes structures du temple funéraire de Téti (VIe dynastie) ainsi que de la pyramide anonyme aujourd'hui attribuée à Menkaouhor (Ve dynastie) et des cimetières occupés à diverses époques (VIe dynastie et Première Période intermédiaire, puis Moyen Empire et enfin Nouvel Empire). Si la structure actuelle est datée de la période gréco-romaine, un sanctuaire dédié à Anubis devait remontée à l'Ancien Empire. En effet, l'une des tombes de la période appartenant à un certain Inpou-em-hat (« Anubis-est-en-avant ») suggère l'existence d'un culte dans la zone. Après la transformation de la zone en carrière au cours du IIe millénaire, la zone est divisée en deux terrasses, basse et haute, avec la construction d'un premier temple d'Anubis. Après une phase d'abandon, les deux terrasses furent reconstruites avec un nouveau temple réédifié durant la période gréco-romaine. Peu de traces subsistent de ce temple ; parmi les informations, certaines sont un remaniement du temple sous le règne d'Amasis (XXVIe dynastie) et un autre sous celui de Ptolémée V (dynastie lagide).
En plus du dromos traversant l'Anoubieion d'est en ouest et menant au Sérapéum, un autre voie processionnelle dallée de l'époque lagide, en provenance du Bubasteion, traversait la terrasse inférieure et menait à un temple en pierre à deux chambres ouvert des deux côtés et servant de « sanctuaire-reposoir »,. Deux autres constructions élevées contre le muret de la seconde terrasse, occupent également la partie méridionale. On accède au premier par une chaussée montante qui passe devant le temple d'Anubis situé au sud de la première terasse, l'accès au second transite par deux cours dotées chacune d'un péristyle. Si le dromos menant au Sérapéum est l'une des voies permettant d'aller d'une terrasse à l'autre, une autre voie située dans la partie méridionale de l'Anoubieion permettait également d'aller d'une terrasse à l'autre. Sur la seconde terrasse se déployaient des magasins reliés à l'extérieur par deux portes de communication, repectivement à l'ouest et au sud. Enfin, dans la partie nord de l'enceinte ont été édifiées les « chambres de Bès », nommées ainsi car l'une d'elles présente comme décor plusieurs figures de Bès accompagnées de silhouette féminine d'Aphrodite ; un oracle de Bès devait se tenir là. D'autres figures phalliques montrent qu'un culte de la fertilité s'y tenait également.
L'Anoubieion, selon l'usage, servait aussi de lieu d'embaumement. Une tablette en bois a conservé la supplique adressée à Ptolémée X, en 99 avant l'ère commune, par un nommé Peteese, maître embaumeur, qui se plaignait d'avoir été maltraité par certaines personnes : le roi lui adresse, sur la même tablette, une garantie de protection pour lui et ses biens, revêtue de son sceau, et en fait adresser une copie au stratège du nome de Memphis.

## Catacombes
Les catacombes des chiens ne se trouvent pas dans l'Anoubieion même mais plus au nord. Il s'agit de deux galeries, celle du nord était plus grande que celle du sud. Dans chacune des ces deux galeries, les chiens sont enterrées dans des couloirs s'ouvrant de part et d'autre.